# لغات سلافية جنوبية
اللغات السلافية الجنوبية هي واحدة من ثلاثة فروع أساسية للغات السلافية، ويتكلم بها بشكل رئيسي السلاف الجنوبيون، وهم حوالي 30 مليون متحدث، أغلبهم في منطقة البلقان. تنفصل منطقة السلاف الجنوبيون جغرافياً عن باقي المناطق التي يعيش فيها متحدثو لغة السلافية الغربية والشرقية.
إن أول لغة سلافية جنوبية كتبت كانت عبارة عن نوع من لغة تكلم بها سكان سالونيك تدعى الآن سلافونية كنسية قديمة وذلك في القرن التاسع بعد الميلاد. حوفظ على تلك اللغة بجعلها لغة مقدسة في بعض الكنائس الأرثوذكسية في الوقت الحالي وذلك على شكل العديد من التقاليد المحلية المتداولة باللغة السلافونية الكنسية الحديثة.

## اقرأ أيضاً
- لغات سلافية
- لغات بلطيقية سلافية
- لغات هندية أوروبية